# Spit, Nunavut
Spit, officiellt namn Spit (Kate) Island, är en ö i Kanada.   Den ligger i territoriet Nunavut, i den norra delen av landet, 3 600 km norr om huvudstaden Ottawa. Arean är 20,5 kvadratkilometer.
Terrängen på Spit är platt. Öns högsta punkt är 148 meter över havet. Den sträcker sig 7,7 kilometer i nord-sydlig riktning, och 5,4 kilometer i öst-västlig riktning.